# Artjom Dmitrijev
Artjom Dmitrijev (Tallinn, 14 novembre 1988) è un calciatore estone, centrocampista del Maardu.

## Palmarès

### Club

#### Competizioni nazionali
- Coppa d'Estonia: 2

Levadia Tallinn: 2009-2010
Kalju Nõmme: 2014-2015
- Supercoppa d'Estonia: 1

Levadia Tallinn: 2010